# خورخي كاردوسو
خورخي كاردوسو (بالإسبانية: Jorge Cardoso)‏ هو عازف قيثارة وملحن أرجنتيني، ولد في 26 يناير 1949 في بوساداس، ميسيونيس في الأرجنتين.

## وصلات خارجية
- الموقع الرسمي
- خورخي كاردوسو على موقع ميوزك برينز (الإنجليزية)
- خورخي كاردوسو على موقع ديسكوغز (الإنجليزية)